# Маллери (озеро)
Маллери (англ. Mallery Lake) — озеро на территории Нунавут в Канаде. Расположено в южной части территории между озёрами Тебесджуак и Принсесс-Мэри. Одно из больших озёр Канады — площадь водной поверхности 467 км², общая площадь — 479 км². Высота над уровнем моря — 158 метров. Через озеро протекает река Кунуак (Kunwak River), обеспечивая как основное питание, так и сток. Сток в озеро Принсесс-Мэри, затем в озеро Терти-Майл (Thirty Mile Lake), далее по реке Казан в озеро Бейкер, залив Честерфилд, Гудзонов залив.
В 2010 году компания Uranium North Resources Corp заявила об обнаружении в районе озера кварцевых жил содержащих золото и серебро (24.62 грамма золота на тонну руды и 110 граммов серебра на тонну руды)